# David Francis
Pour les articles homonymes, voir Francis.
Ne doit pas être confondu avec David R. Francis.
David Francis est un acteur québécois né en 1942.

## Filmographie
- 1986 : Spearfield's Daughter (feuilleton TV) : Sid Cornwell
- 1990 : Docteur Norman Bethune (Bethune: The Making of a Hero) de Phillip Borsos
- 1990 : The Phoenix (voix)
- 1991 : Espion junior (If Looks Could Kill) : Englishman
- 1991 : Scanners 2, le nouveau règne (Scanners II: The New Order) : Gruner
- 1992 : The Boys of St. Vincent (TV) : Lou Benson
- 1993 : Les Aventuriers d'Eden River (Flight from Justice) (TV) : Parrish
- 1994 : C'était le 12 du 12 et Chili avait les blues : Homme au chapeau tyrolien
- 1994 : Les Jumelles Dionne (téléfilm), de Christian Duguay : Dr. J.C. Burroughs
- 1994 : Highlander 3 (Highlander III: The Sorcerer) d'Andy Morahan : Doctor Malloy
- 1995 : Zoya : Les Chemins du destin (Zoya) (TV) : Judge
- 1996 : Marguerite Volant (feuilleton TV) : lieutenant Kingsford
- 1996 : Hollow Point : Charity President
- 1997 : Twist of Fate : D.A. Rupp
- 1997 : Laserhawk : Dr. Lane
- 1997 : L'Amour... et après (Afterglow) d'Alan Rudolph : Falco's Butler
- 1997 : Contrat sur un terroriste (The Assignment) : Naval Aide
- 1997 : État d'urgence (The Peacekeeper) : Major General Harding
- 1998 : Fatal Affair : Client
- 1998 : Sublet : Mr. Guttman / Landlord
- 1998 : Hysteria : Dr. Andrew Miller
- 1998 : Les Chroniques de San Francisco II ("More Tales of the City") (feuilleton TV) : Frannie's Mercedes Chauffeur
- 1999 : P.T. Barnum (TV) : Edward Everret
- 2000 : Audrey Hepburn, une vie (The Audrey Hepburn Story) (TV) : Alfred Lunt
- 2000 : Nuremberg (TV) : Sir Geoffrey Lawrence
- 2000 : Y a-t-il un flic pour sauver l'humanité ? (2001: A Space Travesty) : Commander Wickernuts
- 2000 : Jackie Bouvier Kennedy Onassis (pl) (TV) : Hugh D. Auchincloss
- 2001 : Sherlock Holmes: Scandale royal (The Royal Scandal) (TV) : Jenkins
- 2001 : Phase IV : Andy
- 2001 : Fortier (série TV) : Griffin
- 2001 : Varian's War (TV) : US Consul Jamison
- 2001 : Rivière-des-Jérémie (série TV) : Fred Fisher
- 2002 : The Rendering : Atty. McCain
- 2002 : Moïse : L'Affaire Roch Thériault (Savage Messiah) : Coroner
- 2002 : Napoléon (feuilleton TV) : Hudson Lowe
- 2006 : 300 : un des Éphores.